# ОШ Христо Ботев Димитровград
ОШ „Христо Ботев”, ранији назив ОШ „Моше Пијаде” је државна школа основног образовања, основана 1869. године. Налази се на адреси ул. Христа Ботеа бр.3 у Димитровграду.

## Опште информације
Школа је основана 1869. године, а више пута је мењала називе. Носила је име по Моше Пијади, учеснику Народноослободилачке борбе, револуционару, сликару, новинару и ликовном критичару, а данас носи име по Христу Ботеву, бугарском песнику, револуционару и публицисту.
Школа је по попису из 2019. имала 592 ученика распоређена у 33 одељења, од којих су четири издвојена у местима Зељуша, Трнски Одоровци и Драговита, а постоји и једно патронажно одељење. Настава у школи одвија се само у првој смени, а ваннаставне активности у поподневним часовима. Школа има око 50 наставника, педагога, психолога и библиотекара, као и ђачку кухињу.
Настава у школи изводи се на српском и бугарском језику, а он страних уче се енглески и шпански језик.